# Hortus conclusus

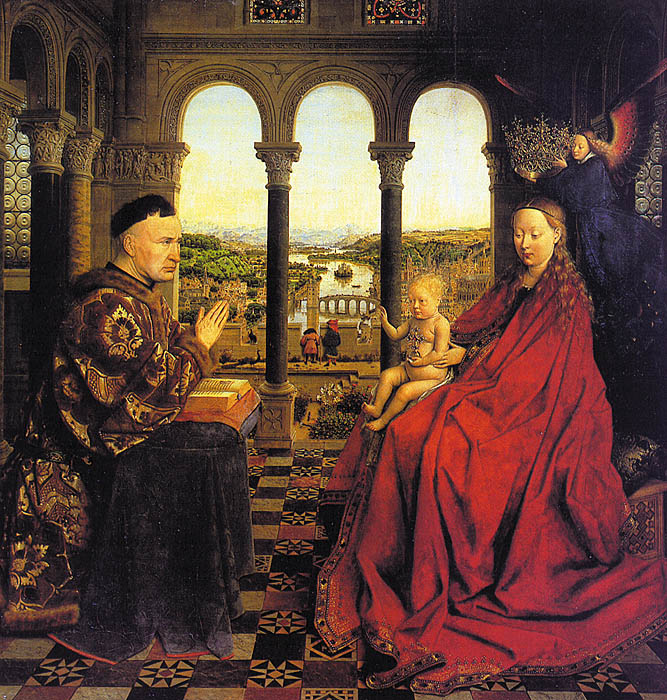
Jan van Eyck: Madonna des Kanzlers Rolin (um 1435)

Der Hortus conclusus (deutsch „geschlossener oder verschlossener Garten“) ist ein Bildthema oder ein immanentes Bildmotiv der Bildenden Kunst und spielt eine besondere Rolle in der Mariensymbolik.

## Ursprünge
Das Bildmotiv des Hortus conclusus geht zurück auf eine Interpretation des Hohenliedes des Alten Testamentes. Dort heißt es:
Meine Schwester, liebe Braut, du bist ein verschlossener Garten, eine verschlossene Quelle, ein versiegelter Born (Hld 4,12 ).
Auch in verschiedenen Visionen von Mystikern taucht diese Symbolik auf, so beispielsweise im Mariale des Abts von Perseigne, in der die Jungfrau Maria mit einem verschlossenen Garten verglichen wird. Dort symbolisieren weiße Madonnen-Lilien ihre Jungfräulichkeit und die dornenlose Rose ihre unerschöpfliche Barmherzigkeit.

## Ikonographie
So findet sich auf vielen Mariengemälden ein eingefriedeter Garten, mit dem der Hortus conclusus angedeutet ist. In diesem Garten sind regelmäßig Pflanzen dargestellt, die – wie die Madonnen-Lilie und die dornenlose Rose – gleichfalls in Bezug zu Maria stehen:
- Gewöhnliche Akelei
- Walderdbeeren
- Veilchen
- Iris
- Maiglöckchen

## Bilder
Der Hortus conclusus ist häufig nur angedeutet. Bei Jan van Eycks Madonna des Kanzlers Nicholas Rolin deutet nur die im Hintergrund befindliche Mauer und das davor befindliche Gärtlein mit Rosen, Iris und Lilien auf das Bildmotiv des Hortus conclusus hin. Bei der Stuppacher Madonna des Matthias Grünewald ist es das verschlossene Gartentor, das den Bezug dazu schafft. Auch bei Stefan Lochners Madonna im Rosenhag sind Bezüge zum Hortus conclusus offensichtlich.
Die Chordecke in der als „hortus conclusus“ auffassbaren Vierung der Kirche Mariä Heimsuchung und St. Nikolaus in Arnstein-Büchold zeigt auf 50 Pflanzenfeldern 180 Pflanzen und an liturgisch oder architektonisch bedeutsamen Stellen solche mit eindeutigem Bezug zu Maria.

## Kirchenpatrozinium
Im Wallfahrtsort Warfhuizen in den Niederlanden ist der Jungfrau Maria die Einsiedelei Unserer Lieben Frau vom verschlossenen Garten geweiht.

## Zeitgenössische Interpretationen
Der Pavillon der Serpentine Gallery im Jahr 2011 wurde von dem Schweizer Architekten Peter Zumthor zu einer Interpretation des Themas Hortus conclusus. Abgeschlossen von der Außenwelt gestaltete er einen Garten, der zum kontemplativen Verweilen aufforderte. Die Bildhauerin Nele Ströbel zeigte im Jahr 2007 im Diözesanmuseum Paderborn eine Ausstellung mit dem Titel „Hortus conclusus – ein geistiger Raum wird zum Bild“ und die Künstlerin Claudia Starkloff widmet sich seit 2014 in unterschiedlichen zeitbasierenden Arbeiten dem Bildmotiv. Der Künstler Miron Schmückle schuf unter dem Titel "Hortus Conclusus" seit den 90er Jahren eine umfangreiche Fotoserie, in der er seinen Körper mit jeweils einer davorgehalten Pflanze zeigt.